# Конско-Раздоровский сельский совет (Пологовский район)
Конско-Раздоровский сельский совет (укр. Кінсько-Роздорівська сільська рада) — входит в состав
Пологовского района
Запорожской области
Украины.
Административный центр сельского совета находится в 
с. Конские Раздоры.

## История
- 1771 — дата образования.

## Населённые пункты совета
- с. Конские Раздоры
- с. Лозовое
- пос. Магедово